# Българско училище „Васил Левски“ (Хага)
Българското училище „Васил Левски“ (на нидерландски: De Bulgaarse school „Vasil Levski“) е училище на българската общност в град Хага, Нидерландия. Създадено е през 2021 г. и в него се обучават деца от 4- до 18-годишна възраст, има и яслена група „Зайченцето бяло“ за деца от 2-годишна възраст. През учебната 2023/2024 г. в него учат над 130 деца. Към 2023 г. директорка на училището е Филиз Ахмедова.

## История
Училището е открито през 2021 г. То е основано от създателите на фондация „Другата България“ в Нидерландия. През 2023 г. училището е вписано в официалния списък на Министерството на образованието и науката на България, като удостоверенията, които издава в края на учебната година, се признават в България.